# 简闪蛛
简闪蛛（学名：Heliophanus simplex）为跳蛛科闪蛛属的动物。分布于欧洲、俄罗斯以及中国大陆的新疆等地，常生活于草丛。该物种的模式产地在欧洲。